# Seznam zámků ve Středočeském kraji
Seznam zámků ve Středočeském kraji. Jedná se o seznam dosud stojících zámků ve Středočeském kraji:

## B
- Beroun
- Bečváry (starý zámek)
- Bělá pod Bezdězem
- Belvín
- Benátky nad Jizerou
- Bezno
- Blahotice
- Bolechovice
- Bon Repos
- Bosyně
- Brandýs nad Labem
- Brnky u Prahy
- Březnice
- Březno
- Budenice
- Buková u Příbramě
- Bukovany
- Buštěhrad
- Býchory (nový zámek)
- Býchory (starý zámek)
- Byšice

## C
- Cerhenice
- Církvice

## Č
- Čechtice
- Čelina
- Červené Janovice
- Červené Pečky
- Červený Hrádek
- Červený Hrádek u Sedlčan
- Čestín

## D
- Diblíkov
- Dlouhá Lhota
- Dobrohošť
- Dobrovice
- Dobřejovice
- Dobřichovice
- Dobříš
- Dolní Beřkovice
- Dolní Břežany
- Domousnice
- Drahenice u Březnice
- Dřevíč
- Dymokury

## F
- Filipov

## H
- Hlavenec
- Hlízov
- Hluboš
- Hodkov
- Hodkovice
- Horka
- Horky nad Jizerou
- Horní Požáry
- Horoměřice
- Hořelice
- Hořín
- Hořovice (nový zámek)
- Hořovice (starý zámek)
- Hospozín
- Hostivice
- Hraběšín
- Hradišťko
- Hřebečníky
- Hřiměždice

## Ch
- Chlum
- Chlumín
- Chotýšany
- Chvatěruby

## J
- Jablonná
- Jemniště (nový zámek)
- Jemniště (starý zámek)
- Jenišovice
- Jetřichovice
- Jince
- Jindice
- Jirny
- Josefův Důl

## K
- Kácov
- Kačina
- Kamenice
- Kamenná
- Kladno
- Klášter Hradiště nad Jizerou
- Klecany
- Kluky
- Kňovice
- Kokořín
- Koleč
- Kolín
- Kolešovice
- Komárov
- Komorní Hrádek
- Konárovice
- Konopiště
- Kosmonosy
- Kosova Hora
- Kostelec nad Černými lesy
- Košátky
- Kounice
- Kounice u Českého Brodu
- Kovanice
- Králův Dvůr
- Krásná Hora
- Krnsko
- Krušovice
- Křesetice
- Křinec
- Křivsoudov

## L
- Lány
- Leontýnský zámek
- Lešany
- Liběchov
- Liblice
- Libodřice
- Libouň
- Lidkovice
- Lipany
- Líšno
- Liteň
- Lobeč
- Lobkovice
- Loděnice
- Lochovice
- Lojovice
- Loučeň
- Loukovec
- Louňovice pod Blaníkem
- Luštěnice
- Lužce
- Lysá nad Labem

## M
- Malešov
- Maníkovice
- Mcely
- Mělník
- Měšice
- Mnichovo Hradiště
- Mníšek pod Brdy
- Modletice
- Molitorov
- Morány
- Mrač
- Mratín
- Mšec (Kornhauz)

## N
- Načeradec
- Nalžovice
- Nebřenice
- Nedrahovice
- Nelahozeves
- Neuberk
- Neuberk
- Neugebau
- Neustupov
- Niměřice
- Nižbor
- Nová Lhota
- Nové Dvory
- Nové Mitrovice
- Nový Stránov

## O
- Obříství
- Odlochovice
- Odolena Voda
- Olešná
- Opatovice
- Osečany
- Osov
- Ostrov
- Ostředek

## P
- Pakoměřice
- Panenské Břežany (dolní zámek)
- Panenské Břežany (horní zámek)
- Pašinka
- Pavlov
- Petrovice – okres Benešov
- Petrovice – okres Příbram
- Petrovice – okres Rakovník
- Plaveč
- Poděbrady
- Polní Voděrady
- Pravonín
- Prčice
- Průhonice
- Předboř
- Přemyšlení
- Přerov nad Labem
- Příbram
- Příčovy
- Přistoupim
- Pyšely

## R
- Radechov
- Radíč
- Radim
- Radlík
- Radovesnice
- Rataje nad Sázavou
- Ratboř (nový zámek)
- Ratboř (starý zámek)
- Ratměřice
- Roztěž
- Roztoky u Prahy
- Rožďalovice
- Rožmitál pod Třemšínem
- Rtišovice
- Růžkovy Lhotice

## Ř
- Řepín
- Řitka

## S
- Sazená
- Sedlec
- Skalsko
- Skrýšov u Sedlčan
- Skřivaň
- Slabce
- Slavín
- Smečno
- Smilkov
- Smolotely
- Soutice
- Sovínky
- Srbeč
- Starosedlský hrádek
- Starý Knín
- Statenice
- Strančice
- Stránka
- Střížkov
- Studénka
- Sudovice
- Suchdol
- Suchdol u Kutné Hory
- Suchomasty
- Svatý Hubert
- Svinaře
- Svojšice

## Š
- Škvorec (nový zámek)
- Škvorec (starý zámek)
- Štěpánský zámeček
- Štětkovice
- Štiřín

## T
- Tetín
- Tloskov
- Tmaň
- Tochovice
- Trnová
- Třebešice u Divišova
- Třebešice u Kutné Hory
- Třebnice
- Tři Trubky
- Tuchoměřice
- Tupadly
- Tvoršovice

## U
- Úholičky
- Uhy
- Úmonín
- Unhošť (Feldekovský zámek)

## V
- Vacíkov
- Velké Všelisy
- Veltrusy
- Vidim
- Vidlákova Lhota
- Vidovice
- Vinařice
- Vlašim
- Vlčí Pole
- Vlčkovice
- Vlkava
- Vlkov nad Lesy
- Vojkov
- Votice (nový zámek)
- Votice (starý zámek)
- Vraný
- Vrchotovy Janovice
- Všenory
- Všeradice
- Všetaty
- Vysoká u Příbramě
- Vysoký Újezd

## Z
- Zalužany
- Zásadka
- Zásmuky
- Zbenice
- Zbraslavice
- Zdiby
- Zdonín
- Zduchovice
- Zhoř
- Zlonice
- Zruč nad Sázavou
- Zvěstov
- Zvoleněves

## Ž
- Žáky
- Žehušice
- Žleby